# Ligne 59A du tramway de Budapest
Pour les articles homonymes, voir Ligne 59.
La ligne 59A du tramway de Budapest (en hongrois : budapesti 59A jelzésű villamosvonal) circule entre Széll Kálmán tér et Farkasrét, Márton Áron tér.

## Liste des stations
|  |   |  | Station                     | Correspondances                                                                                       | Arrondissement    | Quartier               | Desserte                                              |
|  | - |  | --------------------------- | --- | ----------------- | ---------------------- | ----------------------------------------------------- |
|  | o |  | Széll Kálmán tér M          | 4 6 17 56 56A 59 59B 61 5 16 16A 21 21A 22 22A 39 91 102 116 128 129 139 140 140A 142 149 155 156 222 | 1er arr. 2e arr.  | Víziváros / Országút   | Széll Kálmán tér, Porte de Vienne, Palais de la Poste |
|  | o |  | Déli pályaudvar M Gare MÁV  | 17 56 56A 59 59B 61 21 21A 39 102 139 140 140A 142                                                    | 1er arr. 12e arr. | Krisztinaváros         |                                                       |
|  | • |  | Kék Golyó utca              | 59 59B 21 21A 39 102                                                                                  | 12e arr.          | Németvölgy             |                                                       |
|  | • |  | Királyhágó tér              | 59 59B 102 105 212                                                                                    | 12e arr.          | Németvölgy             |                                                       |
|  | • |  | Kiss János altábornagy utca | 59 59B 102 105 212                                                                                    | 12e arr.          | Németvölgy             |                                                       |
|  | • |  | Apor Vilmos tér             | 59 59B 102 105 110 112                                                                                | 12e arr.          | Németvölgy             |                                                       |
|  | • |  | Zólyomi lépcső              | 59 59B                                                                                                | 12e arr.          | Németvölgy             |                                                       |
|  | • |  | Vas Gereben utca            | 59 59B                                                                                                | 12e arr.          | Németvölgy             |                                                       |
|  | • |  | Liptó utca                  | 59 59B                                                                                                | 12e arr.          | Németvölgy / Farkasrét |                                                       |
|  | • |  | Farkasréti temető           | 59 59B 8E                                                                                             | 12e arr.          | Németvölgy / Farkasrét | Cimetière de Farkasrét                                |
|  | • |  | Süveg utca                  | 59 59B 8E                                                                                             | 12e arr. 11e arr. | Farkasrét / Sasad      |                                                       |
|  | • |  | Márton Áron tér             | 59 59B 8E 53                                                                                          | 12e arr. 11e arr. | Farkasrét / Sasad      |                                                       |